# 高知県の記念物
高知県の記念物（こうちけんのきねんぶつ）では、高知県に所在する史跡、名勝、天然記念物について列記する。

## 高知県の史跡

### 高知県にある国指定の史跡
平成26年（2014年）3月20日現在、9件が指定されている（天然記念物及び史跡は天然記念物として計上のため件数から除く）。
1. 土佐国分寺跡　〔南国市〕 - 大正11年10月12日指定
2. 比江廃寺塔跡　〔南国市〕 - 昭和9年1月22日指定
3. 武市半平太旧宅および墓　〔高知市〕 - 昭和11年9月3日指定
4. 谷重遠墓　〔香美市〕 - 昭和19年11月13日指定
5. 土佐藩砲台跡　〔須崎市〕 - 昭和19年11月13日指定
6. 宿毛貝塚　〔宿毛市〕 - 昭和32年7月27日指定
7. 高知城跡　〔高知市〕 - 昭和34年6月18日指定[注 1]
8. 不動ガ岩屋洞窟　〔高岡郡佐川町〕 - 昭和53年12月19日指定
9. 岡豊城跡　〔南国市〕 - 平成20年7月28日指定
10. （龍河洞　〔香美市〕 - 昭和9年12月28日指定（天然記念物及び史跡））

### 高知県指定史跡
平成26年（2014年）3月20日現在、31件が指定されている。
1. 赤鬼山（朝倉神社）　〔高知市〕 - 昭和25年2月7日指定
2. 朝倉古墳　〔高知市〕 - 昭和25年4月21日指定
3. 山田堰　〔香美市〕 - 昭和27年5月31日指定
4. 横倉山　〔越知町〕 - 昭和27年5月31日指定
5. 朝倉城跡　〔高知市〕 - 昭和28年1月29日指定
6. 吸江庵跡　〔高知市〕 - 昭和28年1月29日指定
7. 長宗我部元親墓　〔高知市〕 - 昭和28年1月29日指定
8. 谷時中墓　〔高知市〕 - 昭和28年1月29日指定
9. 南学発祥地　〔春野町〕 - 昭和28年1月29日指定
10. 佐喜浜の経塚　〔室戸市〕 - 昭和28年1月29日指定
11. 安芸国虎墓（浄貞寺）　〔安芸市〕 - 昭和28年1月29日指定
12. 小蓮古墳　〔南国市〕 - 昭和28年1月29日指定
13. 高岳親王塔（清瀧寺）　〔土佐市〕 - 昭和28年1月29日指定
14. 一条教房墓　〔四万十市〕 - 昭和28年1月29日指定
15. 紀夏井邸跡　〔香南市〕 - 昭和29年1月29日指定
16. 津野親忠墓（神奈地祇神社）　〔香美市〕   - 昭和28年1月29日指定
17. 二十三士墓（福田寺）　〔田野町〕  - 昭和28年1月29日指定
18. 帰全山　〔本山町〕 - 昭和28年1月29日指定
19. 柏島石堤　〔大月町〕 - 昭和28年1月29日指定
20. 有井庄司墓　〔黒潮町〕 - 昭和28年1月29日指定
21. 田ノ口古墳　〔黒潮町〕 - 昭和28年1月29日指定
22. 鹿持雅澄邸跡　〔高知市〕 - 昭和38年7月5日指定
23. 土佐国衙跡　〔南国市〕 - 昭和38年7月5日指定
24. 中岡慎太郎宅跡　〔北川村〕 - 昭和43年6月28日指定
25. 吉村虎太郎宅跡　〔津野町〕 - 昭和44年8月8日指定
26. 能茶山山上窯跡　〔高知市〕 - 昭和47年5月6日指定
27. 宝鏡寺（香宗我部菩提寺）跡　〔香南市〕 - 昭和52年3月29日指定
28. 貞享元年銘法華経塔（五台山の経塔、竹林寺）　〔高知市〕　  - 昭和54年4月1日指定
29. 貞享元年銘法華経（宿毛の経塔）　〔宿毛市〕 - 昭和54年4月1日指定
30. 貞享元年銘法華経（甲浦の経塔、満福寺）　〔東洋町〕  - 昭和54年4月1日指定
31. 坂本遺跡窯跡　〔四万十市〕 - 平成21年3月17日指定

## 高知県の名勝

### 高知県にある国指定の名勝
平成26年（2014年）3月20日現在、3件が指定されている。
1. 入野松原　〔幡多郡黒潮町〕 - 昭和3年2月17日指定
2. 室戸岬　〔室戸市〕 - 昭和3年6月27日指定
3. 竹林寺庭園　〔高知市〕 - 平成16年9月10日指定

### 高知県指定名勝
平成26年（2014年）3月20日現在、7件が指定されている。
1. 竜串　〔土佐清水市〕 - 昭和28年1月29日指定
2. 琴ヶ浜松原　〔芸西村〕 - 昭和28年1月29日指定
3. 大樽の滝　〔越知町〕 - 昭和28年1月29日指定
4. 青源寺庭園　〔佐川町〕 - 昭和31年2月7日指定
5. 乗台寺庭園　〔佐川町〕  - 昭和31年2月7日指定
6. 轟の滝　〔香美市〕 - 昭和35年1月6日指定（名勝及び天然記念物）
7. 長沢の滝　〔津野町〕 - 昭和60年4月2日指定（名勝及び天然記念物）

## 高知県の天然記念物

### 高知県にある国指定の特別天然記念物
平成26年（2014年）3月20日現在、5件が指定されている。
1. 土佐のオナガドリ - （大正12年3月7日）および昭和27年3月29日指定
2. 杉の大スギ - （大正13年12月9日）および昭和27年3月29日指定
3. 高知市のミカドアゲハおよびその生息地 - （昭和18年8月24日）および昭和27年3月29日指定
4. カモシカ（地域定めず） - （昭和9年5月1日）および昭和30年2月15日指定
5. カワウソ（地域定めず） - （昭和39年6月27日）および昭和40年5月12日指定

### 高知県にある国指定の天然記念物
平成26年（2014年）3月20日現在、23件が指定されている。
1. 松尾のアコウ自生地 - 大正10年3月3日指定
2. 大谷のクス - 大正13年12月9日指定
3. 伊尾木洞のシダ群落 - 大正15年10月20日指定
4. 平石の乳イチョウ - 昭和3年1月18日指定
5. 八束のクサマルハチ自生地 - 昭和3年1月31日指定
6. 室戸岬亜熱帯性樹林および海岸植物群落 - 昭和3年3月24日指定
7. 龍河洞 - 昭和9年12月28日指定[注 2]
8. 東天紅鶏（地域定めず） - 昭和11年9月3日指定
9. 土佐犬（地域定めず） - 昭和12年6月15日指定
10. 鶉矮鶏（地域定めず） - 昭和12年6月15日指定
11. 蓑曳矮鶏（地域定めず） - 昭和12年6月15日指定
12. 地鶏（地域定めず） - 昭和16年1月27日指定
13. 軍鶏（地域定めず） - 昭和16年8月1日指定
14. 天神の大スギ - 昭和18年2月19日指定
15. 仁井田のヒロハチシャノキ - 昭和18年8月24日指定
16. 千尋岬の化石漣痕 - 昭和28年11月14日指定
17. 唐船島の隆起海岸 - 昭和28年11月14日指定
18. ヤマネ（地域定めず） - 昭和50年6月26日指定
19. 大引割・小引割 - 昭和61年2月25日指定
20. 三嶺・天狗塚のミヤマクマザサおよびコメツツジ群落 - 平成6年9月1日指定
21. 甲原松尾山のタチバナ群落 - 平成20年3月28日指定
22. 五色ノ浜の横浪メランジュ - 平成23年2月7日指定
23. 小鶴津の興津メランジュおよびシュードタキライト - 平成23年2月7日指定